# Петер Францен
Петер Францен (швед. Peter Franzén; нар. 14 серпня 1971, Кемінмаа, Фінляндія) — фінський актор, який зіграв у більш ніж 40 кінофільмах і телепрограмах. Францен став відомий після виходу пригодницького бойовика режисера Оллі Саарела «У тилу ворога» (1999), в якому Францен зіграв головну роль лейтенанта Еро Перкола; в грудні 2013 нагороджений вищою нагородою Фінляндії для діячів мистецтв — медаллю «Pro Finlandia».
У 1999 році іммігрував в США, де проживає в Лос-Анджелесі зі своєю дружиною, актрисою Іриною Б'єрклунд і сином Дієго (швед. Diego Aaron Vilhelm Franzén; народ. 13 вересня 2007 року).

## Фільмографія
| Рік       |   | Українська назва                      | Оригінальна назва              | Роль                                                              |
| --------- | - | ------------------------------------- | ------------------------------ | ----------------------------------------------------------------- |
| 1995      | ф | Мегре в Фінляндії                     | Maigret en Finlande            |                                                                   |
| 1995      | ф | Релли і лісової народ                 | Rolli ja metsanhenki           |                                                                   |
| 1997      | ф | Добрі справи                          | Hyvan tekijat                  |                                                                   |
| 1998      | ф | Літо біля річки                       | Kuningasjatka                  |                                                                   |
| 1998      | ф | Перелітні птахи: Знову летимо в Інарі | Zugvovel ... einmal nach Inari |                                                                   |
| 1998      | ф | Асфальт                               | Asphalto                       |                                                                   |
| 1999      | ф | У тилу ворога                         | Rukajärven tie                 |                                                                   |
| 2000      | ф | Нещасливе кохання                     | Bad Luck Love                  |                                                                   |
| 2001      | ф | Повітряні змії над Гельсінкі          | Drakarna over Helsingfors      |                                                                   |
| 2001      | ф | На дорозі в Еммаус                    | Emmauksen tiella               |                                                                   |
| 2001      | ф | Перлина цукри                         | Jewel of the Sahara            |                                                                   |
| 2001      | ф | Вита в хмарах                         | Kuutamolla                     | Марко                                                             |
| 2002      | ф | Імена в мармурі                       | Nimed marmortahvlil            | Суло А. Калліо (фінський офіцер)                                  |
| 2003      | ф | Погані хлопці                         | 'Pahat pojat                   | Отто Таккунен                                                     |
| 2004      | ф | Дитинка                               | Honey baby                     | Письменник                                                        |
| 2004      | ф | Собачий кіготь                        | Koirankynnen leikkaaja         | Мерц Вепсалайнен                                                  |
| 2006      | ф | Матті                                 | Matti                          | Нік Невада                                                        |
| 2007      | ф | Лієкса                                | Lieksa!                        | Ласло                                                             |
| 2012      | ф | Дорога на північ                      | Tie Pohjoiseen                 | Пертті Паакку (номінація на премію Юссі за кращу епізодичну роль) |
| 2012      | ф | Очищення                              | Puhdistus                      | Ханс Пекк                                                         |
| 2013      | ф | Серце лева                            | Leijonasydän                   | Теппо                                                             |
| 2015      | ф | Ганмен                                | The Gunman                     | Рейнігер                                                          |
| 2015—2018 | с | Вікінги                               | Vikings                        | Гаральд Прекрасноволосий                                          |
| 2023      | ф | Чорний лотос                          | Black Lotus                    |                                                                   |